# 2 Hearts (Kylie Minogue)
2 Hearts è il primo singolo della cantante Kylie Minogue tratto dall'album X.

## Descrizione
È un pezzo pop rock, prodotto dai Kish Mauve. Il pezzo è il primo singolo uscito dopo la brutta malattia che ha colpito la cantante nel 2005. Si impone come un miscelaggio di suoni rétro con tocchi di glam-rock ed elettronica in puro stile Goldfrapp, in un perfetto contesto anni cinquanta.
Il pezzo è stato proposto cantato dalla cantante del gruppo di produzione prima di cederlo alla cantante australiana che, entusiasta, lo ha scelto come singolo di lancio del suo nuovo album. Molte sono state le critiche positive a questo pezzo: la celebre rivista inglese The Sun lo indica come nuovo tormentone pari al singolo Can't Get You Out of My Head e sicura numero uno inglese, mentre la celebre rivista statunitense Rolling Stone lo include nella Top100 delle migliori del 2007, pur non essendo uscito in America. La canzone è stata suonata la prima volta al Boombox di Londra, celebre locale in cui la cantante si improvvisa DJ. Il singolo è un successo commerciale, debutta numero uno in Australia, Cina, Spagna e numero due in Italia, diventando il secondo singolo italiano di maggior successo di Kylie Minogue. Conquista la Top3 europea, confermandone il suo successo. È il ventottesimo singolo più venduto del 2007 in Italia, nonostante sia uscito alla fine dello stesso anno.

## Videoclip
Il video è stato girato da Dawn Shadforth a Londra, lo stesso impegnato nella realizzazione del video del singolo di Kylie Can't Get You out of My Head. Nel video si vede la cantante cantare prima su un pianoforte e poi su un palco con la sua band. Il look della cantante è un tributo a Marilyn Monroe e al film A Qualcuno Piace Caldo, riproponendo la stessa acconciatura e lo stesso trucco. Il video si conclude con una pioggia di coriandoli e lustrini.

## Tracce
Digital download
(Pubblicato il 4 novembre 2007)
1. 2 Hearts

UK/EU CD 1
(CDR6751; Pubblicato il 12 novembre)
2007
1. 2 Hearts
2. I Don't Know What It Is (Minogue, Davis, Harris, Peake, Stannard)

UK/EU CD 2
(CDRS6751; Pubblicato il 12 novembre 2007)
1. 2 Hearts
2. 2 Hearts (Alan Braxe remix)
3. King or Queen (Minogue, Kurstin, Poole)
4. 2 Hearts (music video)

UK 12" Picture disc
(12R6751; Pubblicato il 12 novembre 2007)
1. 2 Hearts
2. 2 Hearts (Alan Braxe remix)
3. 2 Hearts (Studio Remix)

Australian CD single
(5144245992; Pubblicato il 10 novembre 2007)
1. 2 Hearts
2. 2 Hearts (Alan Braxe remix)
3. King or Queen
4. I Don't Know What It Is
5. 2 Hearts (music video)

## Classifiche
| Classifica (2007) | Posizione raggiunta |
| ----------------- | ------------------- |
| Australia         | 1                   |
| Austria           | 14                  |
| Belgio (Fiandre)  | 25                  |
| Belgio (Vallonia) | 25                  |
| Bulgaria          | 40                  |
| Canada            | 60                  |
| Danimarca         | 14                  |
| Francia           | 15                  |
| Germania          | 13                  |
| Grecia            | 11                  |
| Irlanda           | 12                  |
| Italia            | 2                   |
| Norvegia          | 6                   |
| Nuova Zelanda     | 34                  |
| Paesi Bassi       | 31                  |
| Portogallo        | 15                  |
| Regno Unito       | 4                   |
| Romania           | 18                  |
| Spagna            | 1                   |
| Svezia            | 3                   |
| Svizzera          | 10                  |
| Taiwan            | 1                   |